# The Owl in Daylight
The Owl in Daylight est un roman que Philip K. Dick était en train d'écrire au moment de sa mort en 1982. Il avait déjà reçu une avance pour le livre de la part de l'éditeur et travaillait dans l'urgence. Après sa mort, ses héritiers ont contacté d'autres écrivains pour leur proposer de terminer le roman à partir de ses notes, mais cela s'est avéré impossible, car il n'avait jamais formellement esquissé l'histoire. Dick considérait ce roman comme son Finnegans Wake. L'idée s'inspire en partie d'un article de l'Encyclopædia Britannica sur Beethoven, qui le présente comme le génie le plus créatif de tous les temps, en partie de la vision traditionnelle de ce qui constitue le paradis humain (visions de lumières), et enfin de l'histoire de Faust.
Cependant, les résumés alternatifs de l'intrigue d'Andrew M. Butler semblent suggérer qu'il aurait pu être fasciné par la Divine Comédie de Dante comme une forme de théophanie. Dans sa dernière œuvre achevée, La Transmigration de Timothy Archer, son narrateur, Angel Archer, montre une appréciation similaire du chef-d'œuvre de Dante, ce qui suggère que cet argument peut avoir un certain mérite.
« The owl in daylight » est une expression que Dick a entendue à la télévision. Elle signifie « ne pas comprendre » ou « être aveugle ».

## Résumés possibles de l'intrigue

### Résumé possible d'après l'interview de Gwen Lee et Dick
Le roman traite d'un certain Ed Firmley, compositeur de partitions pour des films de science-fiction de série B, et d'une race d'humanoïdes extraterrestres qui a évolué sans le développement du son comme base de communication. Les chamans de cette race extraterrestre avaient parfois des visions de la Terre et de ses nombreux sons. En raison de leur évolution unique sans son, les hommes saints étaient incapables de décrire ces expériences au reste de leur race. Ils savaient simplement que l'endroit qu'ils voyaient était leur paradis. Pendant ce temps, leur race était modelée autour de la vue et de la lumière, englobant beaucoup plus du spectre électromagnétique que la vision humaine limitée. En fait, de leur point de vue, les humains étaient capables de voir mais presque aveugles, comme une taupe apparaît à un humain. Leur langage implique la projection télépathique de motifs de couleurs dans des gradations précises et suivant des formules mathématiques.
Un vaisseau spatial transportant des membres de cette race arrive sur Terre et ils agressent Firmley pour dissimuler le fait qu'ils lui ont implanté une biopuce dans la tête. Cette biopuce est une forme numérisée de l'un des extraterrestres avec un lien vers le vaisseau - permettant essentiellement à tout le monde de faire l'expérience de Firmley par procuration. La biopuce est censée être passive, servant uniquement à relayer l'expérience mystique du son à une race entière. Rapidement, la présence extraterrestre dans la biopuce se lasse de la musique de Firmley, qui n'est qu'une musique fade et de la musique pop qu'il écoute constamment. En conséquence de cet ennui, la biopuce passe de l'état passif à l'état actif, contrôlant ce que Firmley écoute et lui fournissant des formules mathématiques qu'il commence à utiliser comme base de ses compositions. Sa carrière, d'un point de vue financier, s'amenuise, mais il devient un artiste d'avant-garde respecté. Le rôle actif de la biopuce, dans la relation commence à griller le cerveau de Firmley. À ce moment-là, les extraterrestres se font connaître et proposent d'enlever la puce, mais Firmley refuse. Il se considère comme un artiste alors qu'auparavant, il était sans importance, faisant ce qu'il faisait simplement pour l'argent. Firmley décide d'abandonner son corps pour être transformé en une biopuce qui sera à son tour implantée dans un cerveau alien. Cela conduira également à la mort de l'hôte extraterrestre, mais offrira à Firmley une chance de faire l'expérience de leur monde de lumières, notre paradis.

### Premier résumé possible d'après Andrew M. Butler
Un être semblable à un dieu, Ditheon, fusionne la Torah et Jésus-Christ en un seul être et prend le contrôle d'un individu. Un scientifique voyage à travers les événements de la Divine Comédie de Dante, et un compositeur ressemblant à Beethoven écrit une musique de film, tout en étant poursuivi par des extraterrestres.

### Second résumé possible de Butler, identique à celui de Tessa Dick
Tessa Dick explique que son mari avait conçu une histoire autour d'un vieux scientifique, nommé Arthur Grimley, qui a conçu un parc d'attraction. Pour imposer une cohérence au parc, il fabrique un ordinateur unique et finit par se retrouver coincé dans la réalité virtuelle qu'il a créée. Il doit voyager à travers les réalités dantesques (et les réseaux sociaux d'artistes, d'activistes politiques et d'homosexuels dans le Berkeley des années 1940 et 1950) pour rentrer chez lui et reprendre sa vie de vieil homme.
Alternativement, la Divine Comédie de Dante est un portail vers des réalités subjectives alternatives qui représentent trois façons de percevoir le monde.

## Version de Tessa Dick
Tessa, l'ancienne épouse de Dick, a écrit sa propre version de The Owl in Daylight, qui a été auto-publiée en janvier 2009. Le roman n'utilise que peu ou pas du tout le matériel sur lequel Philip K. Dick travaillait au moment de sa mort, bien qu'il présente de nombreuses similitudes.
Elle a fait remarquer : « J'ai essayé d'exprimer l'esprit du roman proposé par Phil, sans utiliser son intrigue ni le seul personnage qu'il avait créé... Phil avait très peu écrit sur ce roman... Il était très sommaire et ne nommait même pas de personnages... »
À la demande de la succession de Philip K. Dick, Mme Dick a volontairement retiré son roman de la publication, rendant les copies rares et difficiles à trouver.